# Адонь
Адонь, Адоні (рум. Adoni) — село у повіті Біхор в Румунії. Входить до складу комуни Тарча.
Село розташоване на відстані 450 км на північний захід від Бухареста, 44 км на північний схід від Ораді, 130 км на північний захід від Клуж-Напоки.

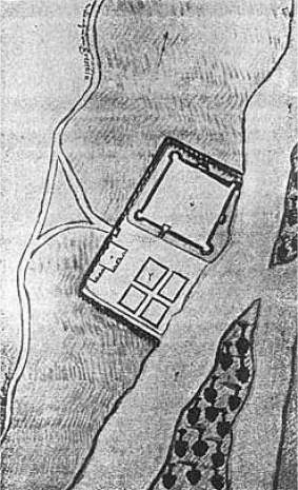
План паланки.

Колишня паланка Османської Угорщини.

## Населення
За даними перепису населення 2002 року у селі проживали 786 осіб.
Національний склад населення села:
| Національність | Кількість осіб | Відсоток |
| -------------- | -------------- | -------- |
| угорці         | 700            | 89,1%    |
| румуни         | 48             | 6,1%     |
| цигани         | 38             | 4,8%     |

Рідною мовою назвали:
| Мова      | Кількість осіб | Відсоток |
| --------- | -------------- | -------- |
| угорська  | 739            | 94,0%    |
| румунська | 44             | 5,6%     |